# Fitra
Fitra (arabisch فطرة, DMG fiṭra ‚Natur, Veranlagung; Schöpfung‘, von فطر, DMG faṭara ‚schaffen, erschaffen (von Gott); angeboren sein‘) bezeichnet ein islamisches Konzept von der Natur des Menschen, die so angelegt ist, dass jeder Mensch bei seiner Geburt und gemäß seiner Natur (على الفطرة / ʿalā l-fiṭra) ein Muslim,  ein – dem koranischen Sprachgebrauch entsprechend – dem einzigen Gott ergebener Mensch sei. Denn Gott hat den Menschen so erschaffen, dass er Kenntnis (معرفة / maʿrifa) von der Existenz seines Herrn hat.
Fitra ist „eine Art und Weise des Erschaffens oder des Erschaffenseins“. Auf die Entlehnung des Begriffes aus dem Äthiopischen haben die Orientalisten Theodor Nöldeke und Friedrich Schwally hingewiesen.

## Fitra im Koran
Den Grundgedanken zu späteren theologischen Überlegungen liefert der Koran. In Sure 30, Vers 30 heißt es: 

„Richte nun dein Antlitz auf die (einzig wahre) Religion! (Verhalte dich so) als Hanif! (Das (d.h. ein solches religiöses Verhalten) ist) die natürliche Art, in der Gott die Menschen erschaffen hat. Die Art und Weise, in der Gott (die Menschen) geschaffen hat, kann (oder: darf?) man nicht abändern (w. (gegen etwas anderes) austauschen). Das ist die richtige Religion. Aber die meisten Menschen wissen nicht Bescheid.“

 In obiger Übersetzung steht „natürliche Art“ für fiṭra und „geschaffen hat“ für faṭara im Korantext. In diesem Sinne wird sowohl das Verb als auch der Begriff „fitra“ in Werken der arabischen Lexikographen erwähnt. Entsprechend ist Gott im Koran mehrfach als فاطر / fāṭir / ‚Schöpfer‘ genannt: Sure 6:14; Sure 12:101; Sure 14:10; Sure 35 (al-Fāṭir) Vers 1; Sure 39:46; Sure 42:11 – in der Bedeutung: „(Er ist) der Schöpfer von Himmel und Erde.“
In der Koranexegese wird mehrfach darauf hingewiesen, dass weder das Verb faṭara noch der Begriff fāṭir – als Partizip Aktiv im Arabischen – allgemein bekannt gewesen sein dürften. Einem frühen Bericht zufolge konnte ʿAbdallāh ibn ʿAbbās, einer der frühesten Koranexegeten, mit dem Begriff zunächst nichts anfangen: „ich wusste nicht, was der Schöpfer (fāṭir) von Himmel und Erde bedeutet, bis ich auf zwei Beduinen, die wegen eines Brunnens Streit miteinander hatten, traf. Denn einer sagte zu seinem Rivalen: ' ich habe den Brunnen geschaffen (faṭartuhā)' - das heißt: ich habe damit angefangen “.

## Fitra im Hadith und in der Theologie
Die theologische Bedeutung des Begriffes ist in dem in mehreren Varianten überlieferten Prophetenspruch (Hadith) begründet: 

„Jeder (Mensch) wird im Zustand der Fitra geboren (d.h. nach der Art und Weise des Erschaffens durch Gott). Alsdann machen seine Eltern aus ihm einen Juden, Christen oder Zoroastrier.“

 Das Hadith und seine Varianten sind alt. Hammam ibn Munabbih (st. gegen 719), Bruder von Wahb ibn Munabbih und einer der frühesten Sammler von Traditionen des Propheten Mohammed, hat es schon in seiner Schriftenrolle (sahifa) verzeichnet, auf die die späteren Autoren der kanonischen Hadith-Sammlungen – al-Buchari (Kitab al-Qadar, Kap.3) und Muslim ibn al-Haddschādsch (Kitab al-Qadar, Kap. 6) – zurückgreifen; die Prophetentradition wird auf den Prophetengefährten (sahaba) Abu Huraira zurückgeführt, der die Aussage des Propheten mit dem o.a. Koranvers ergänzt.
Die islamischen Theologen waren stets uneinig darüber, ob Kinder von Ungläubigen selig werden können. Mu'tazilitische Theologen gingen davon aus, dass jedes Kind von Natur aus als muslim, als ein dem einzigen Gott Ergebener geboren, aber nach seiner Geburt durch die Umgebung verdorben wird. Allerdings enthielt diese Auffassung sowohl juristische als auch theologische Schwierigkeiten, denn sie widerstrebt dem uneingeschränkten Willen maschi'a / مشيئة / mašīʾa Gottes und seiner Führung هداية / hidāya. Die islamische Orthodoxie war der Ansicht, dass die Eltern des Kindes nur eine sekundäre Ursache سبب / sabab für die weitere Entwicklung des Neugeborenen sein können, denn sowohl die Irreleitung als auch die rechte Führung müsse von Gott kommen, sei von ihm vorbestimmt. Der Prophetenspruch ist gerade wegen seines oft diskutierten Inhalts in den Kapiteln über die Prädestination (Qadar) der kanonischen Hadithwerke überliefert worden.

Das alte, im Koran verwurzelte Verständnis des Begriffes „fitra“ ist in einem alten Sujet, dessen Ursprünge auf den Propheten Mohammed zurückreichen dürften, deutlich dokumentiert. Um die erste islamische Jahrhundertwende erzählte man sich folgende Geschichte: 

„Ich habe mit dem Propheten vier Kriegszüge unternommen. Da vergriffen (unsere) Leute sich auch an den Kindern, nachdem sie die Krieger getötet hatten (und brachten auch sie ums Leben). Das kam dem Propheten zu Ohren, und es schien ihm hart. Dann sagte er: Wieso vergreifen die Leute sich an den Kindern? Jemand bemerkte: O Gesandter Gottes, sind es denn nicht die Söhne von Polytheisten? Da antwortete er: Die besten von euch sind Kinder von Polytheisten! Kein Menschenkind ist, das nicht in der natürlichen Art (ʿalā l-fiṭra) geschaffen würde. Sie bleibt ihm, bis es sich deutlich zu ihr bekennt (ḥattā yubayyina ʿanhā lisānuhā, wohl bei seiner Verstandesreife). Seine Eltern machen es zu einem Juden oder einem Christen“. - Hasan bemerkte dazu: „Gott hat das schon in seinem Buch gesagt, mit den Worten: 'Und als Dein Herr aus der Lende der Kinder Adams deren Nachkommenschaft nahm ...“

 Der Asket und Koranexeget al-Hasan al-Basri ergänzt das obige Hadith, das nunmehr in einer Rahmengeschichte zur Zeit des Propheten aktualisiert wird, mit der Sure 7, Vers 172; die „anerschaffene Art“, der ḥanīfitische Urmonotheismus, ist bereits in dem Bund, den der Mensch mit Gott bereits in der Präexistenz geschlossen hat.
Die gesetzliche Religion eines Kindes, das im Zustand der fitra geboren ist, ist allerdings zunächst die Religion seiner Eltern, obwohl es diese Religion erst bei Volljährigkeit annimmt. Im Falle des Todes der (polytheistischen) Eltern kann daher ein minderjähriges Kind in seiner Fitra von seinen Eltern nicht erben. Wichtiger als die juristischen Aspekte des fitra-Verständnisses waren die theologischen Überlegungen vor dem Hintergrund der oben bezeichneten Offenbarung und bei der Betrachtung des genannten Prophetenspruches.
So heißt der Begriff fitra auch: in einem gesunden Zustand erschaffen sein – mit der angeborenen Anlage zum Glauben und – gleichzeitig – zum Unglauben.
Der fitra-Begriff steht ferner auch für das Gottesbild des Menschen; Sahl ibn Harun, der Direktor des Bait al-Hikma unter dem Kalifen Hārūn ar-Raschīd leitet eine seiner wissenschaftlichen Abhandlungen mit folgenden Worten ein:
Preis sei Gott, der die Menschen so erschaffen hat, dass sie Ihn aus sich heraus erkennen (faṭara ʾl-ʿibād ʿalā maʿrifatihi). Somit gilt das Wissen darum, dass Gott einer sei – das heißt der reine Monotheismus – als fitra.

Die anerschaffene Natur, wie sich der Begriff fitra im Koran präsentiert, ist mit dem Urmonotheismus der sog. Hanifen (al-Ḥanīfiya) identisch, die auch als älteste Bezeichnung für den Islam steht. ʿAbdallāh ibn Masʿūd verzeichnete Sure 3, Vers 19: „Als (einzig wahre) Religion gilt bei Gott der Islam“ – sprich: Gottergebenheit – in seinem eigenen alten Koranexemplar als: „... gilt bei Gott die Hanifiya“ – anstatt: „Islam“. Man spricht bei dieser Textvariante von einer exegetischen Rezitation (qirāʿa tafsīrīya) des Korantextes. Hierzu schreibt der deutsche Orientalist Josef van Ess: 

„Man hörte aus ihm sowohl den Gegensatz zum Heidentum heraus als auch den zu dem verderbten Monotheismus der Juden und Christen.“

 Demnach ist der Islam, die Gottergebenheit, die einzige Religion, die ursprünglich allen Menschen gemeinsam ist. Jeder Mensch wird in diesem ursprünglichen Naturzustand geboren; erst nachher wird er von seinen Eltern verändert, so wie auch Christentum und Judentum nur veränderte Formen dieser geoffenbarten Urreligion, des Urmonotheismus, sind. Daher fügt sich die oben erwähnte Ergänzung des Prophetenspruches durch die Koranstelle „Die Art und Weise, in der Gott (die Menschen) geschaffen hat kann man nicht abändern“; Variante: „darf man nicht abändern“. Diese letztere Deutung ist in der monumentalen Koranexegese von at-Tabari dokumentiert: die Religion Gottes (d. i. der Islam / Vers. al-Hanifiya) „darf“ man nicht ändern, es ist „unzulässig“ (lā yaṣluḥu) und „darf nicht getan werden“ (lā yanbaġī an yufʿala).

In einer Variante der fitra-Tradition, verzeichnet im Sahih von Muslim, antwortet der Prophet auf die Frage, was mit den minderjährigen Kindern von Polytheisten geschehe, wenn sie im Zustand der fitra, noch vor ihrer Bekehrung zu einer Religion stürben, wie folgt: 

„Gott weiß am besten darüber Bescheid, was sie (in der Zukunft) getan hätten.“

 Denn Gott kann die freie Entscheidung des Menschen vorauswissen; der Mensch ist mit der Anlage sowohl zum Glauben als auch zum Unglauben ausgestattet. Die anerschaffene Unschuld des Neugeborenen bedeutet nach dem eingangs genannten Koranvers, dass der Mensch zu Gott hin geschaffen ist. Gemäß dem islamischen Verständnis der fitra ist es die Aufgabe des Propheten, dieses Ursprüngliche im Menschen freizulegen und ihn zu der wahren Religion zu führen.
Der philosophische Roman Hayy ibn Yaqzan / حيّ بن يقظان / Ḥayy b. Yaqẓān  von Ibn Tufail Mohammed ibn 'Abd al-Malik ibn Mohammed ibn Mohammed ibn Tufail al-Qaisi / محمد بن عبد الملك بن محمد بن محمد بن طفيل القيسي / Muḥammad b.ʿAbd al-Malik b. Muḥammad b. Muḥammad b. Ṭufail al-Qaisī (gest. 1185-1186) demonstriert sehr deutlich dieses Konzept, bei dem der Held, ein „muslimischer Robinson Crusoe“, allein auf einer einsamen Insel zum Islam findet.